# Cneo Cornelio Léntulo Getúlico (cónsul 55)
Cneo o Gneo Cornelio Léntulo Getúlico  fue un senador romano del siglo I que desarrolló su carrera política bajo los imperios de Tiberio, Calígula, Claudio y Nerón.

## Familia y carrera
Era hijo de Cneo Cornelio Léntulo Getúlico, consul ordinarius en 26, bajo Tiberio, y de Apronia Cesonia, hija de Lucio Apronio, consul ordinarius en 8, bajo Augusto.
Su único cargo conocido fue el de consul suffectus en los meses de noviembre y diciembre de 55, bajo Nerón.

## Descendencia
Tuvo una hija llamada Cornelia Getúlica.